# Panathinaikos Water Polo Club
Panathinaikos Water Polo Club (em grego:  Παναθηναϊκός) é um clube de polo aquático da cidade de Atenas, Grécia.

## História
O clube foi fundado em 1930, na sua divisão de polo aquático do poderoso clube Panathinaikos, que foi criado em 1908.

## Notáveis atletas
| - Nikos Anagnostopoulos - Georgios Afroudakis - Zachos Afroudakis - Giannis Bostantzoglou - Petros Egogiannis - Kostas Dandolos - Makis Georgaras - Kostas Kasidokostas - Grigoris Kasidokostas - Aris Kefalogiannis - Giorgos Katsaounis - Kostas Kokkinakis - Vasilis Labatos | - Theodoros Lorantos - Konstantinos Loudis - Fontas Moudatsios - Ioakeim Marcelos - Petros Pomonis - Vangelis Patras - Tasos Papanastasiou - Giorgos Reppas - Dimitris Seletopoulos - Panikos Chrisostomou - Dmitry Apanasenko - Chris Humbert |